# Wereldkampioenschap voetbal 2006 (Groep H) Spanje - Oekraïne
Deze pagina is een subpagina van het artikel Wereldkampioenschap voetbal 2006. Hierin wordt de wedstrijd in de groepsfase in groep H tussen Spanje en Oekraïne gespeeld op 14 juni 2006 nader uitgelicht.

## Nieuws voorafgaand aan de wedstrijd
- 4 juni - Asier del Horno haakt af met een knieblessure en kan het WK vergeten. Hij wordt binnen de selectie vervangen door Mariano Pernía.
- 5 juni - Andrij Sjevtsjenko en Serhij Rebrov worden fit verklaard en zijn weer inzetbaar. Tijdens de met 3-0 gewonnen wedstrijd tegen Libië speelden zij echter nog niet mee.
- 7 juni - Spanje dat door een eigen doelpunt van Pablo Ibáñez op een 1-0-achterstand tegen Kroatië kwam, weet haar laatste wedstrijd alsnog winnend af te sluiten. Nadat Mariano Pernía in de tweede helft de gelijkmaker op het bord aantekende was Fernando Torres met zijn doelpunt in de blessuretijd de matchwinner. Hiermee is Spanje al 22 wedstrijden op rij ongeslagen.
- 8 juni - Na vijf maanden blessureleed is Xavi Hernández weer fit verklaard. Of hij tegen Oekraïne al zal spelen is nog onduidelijk.
- 8 juni - Andrij Sjevtsjenko scoort bij zijn rentree in de nationale ploeg van Oekraïne. Er werd met 3-0 gewonnen in de laatste oefenwedstrijd, tegen Luxemburg. De spelers van Jong Oekraïne die nog niet bij de selectie waren sloten zich inmiddels wel aan.
- 12 juni - De Spaanse kapitein Raúl González start waarschijnlijk op de bank voor de match tegen Oekraïne. Hij heeft na een knieblessure in het begin van dit jaar de vorm nog niet te pakken gekregen. Ook David Albelda, Cesc Fàbregas en Michel Salgado starten waarschijnlijk op de bank.

## Wedstrijdgegevens
| Datum                | 14 juni 2006                      | 14 juni 2006                      |
| Stadion              | Zentralstadion, Leipzig           | Zentralstadion, Leipzig           |
| Toeschouwers         | 43.000                            | 43.000                            |
| Scheidsrechter       | Massimo Busacca                   | Massimo Busacca                   |
| Assistenten          | Francesco Buragina Matthias Arnet | Francesco Buragina Matthias Arnet |
| Vierde man           | Roberto Rosetti                   | Roberto Rosetti                   |
| Man van de wedstrijd | Xavi Hernández                    | Xavi Hernández                    |
|                      | Spanje                            | Oekraïne                          |
| Doelpunten           | 4                                 | 0                                 |
| Gele kaarten         | 0                                 | 2                                 |
| Rode kaarten         | 0                                 | 1                                 |
| Wissels              | 3                                 | 3                                 |
| Schoten op doel      | 10                                | 2                                 |
| Schoten naast doel   | 9                                 | 3                                 |
| Overtredingen        | 11                                | 14                                |
| Hoekschoppen         | 7                                 | 1                                 |
| Buitenspel           | 0                                 | 8                                 |
| Strafschoppen        | 1                                 | 0                                 |
| Balbezit (tijd)      | 30'00"                            | 26'00"                            |
| Balbezit (%)         | 54%                               | 46%                               |

| Spanje | 4 – 0           | Oekraïne |
| Xabi Alonso 13' David Villa 17' David Villa 48' (strafschop) Fernando Torres 81'                                                                      | goals (assists) | |
| Luis Aragonés | bondscoach      | Oleh Blochin |
| Iker Casillas Mariano Pernia Carles Puyol Xavi Fernando Torres Luis García 77' Xabi Alonso 55' Sergio Ramos Marcos Senna David Villa 55' Pablo Ibáñez | opstellingen    | Oleksandr Sjovkovskyj Andrij Nesmatsjny Anatoli Tymosjtsjoek Vladimir Yezerskyi Andriy Rusol Andrij Sjevtsjenko 46' Oleg Goesjev Andrij Voronin 46' Andriy Gusin Vladyslav Vashchuk 64' Roeslan Rotan |
| David Albelda 55' Raul 55' Cesc Fàbregas 77' | wissels         | 46' Oleg Shelayev 46' Andriy Vorobey 64' Serhij Rebrov |
| | gele kaarten    | 17' Andriy Rusol 53' Vladimir Yezerskyi |
| | rode kaarten    | 47' Vladyslav Vashchuk |

## Overzicht van wedstrijden
| Groepswedstrijden | | | |
| Groep A | Groep B | Groep C | Groep D |
| Duitsland - Costa Rica Polen - Ecuador Duitsland - Polen Ecuador - Costa Rica Ecuador - Duitsland Costa Rica - Polen             | Engeland - Paraguay Trinidad en Tobago - Zweden Engeland - Trinidad en Tobago Zweden - Paraguay Zweden - Engeland Paraguay - Trinidad en Tobago | Argentinië - Ivoorkust Servië en Montenegro - Nederland Argentinië - Servië en Montenegro Nederland - Ivoorkust Nederland - Argentinië Ivoorkust - Servië en Montenegro | Mexico - Iran Angola - Portugal Mexico - Angola Portugal - Iran Portugal - Mexico Iran - Angola                               |
| Groep E | Groep F | Groep G | Groep H |
| Italië - Ghana Verenigde Staten - Tsjechië Italië - Verenigde Staten Tsjechië - Ghana Tsjechië - Italië Ghana - Verenigde Staten | Australië - Japan Brazilië - Kroatië Brazilië - Australië Japan - Kroatië Japan - Brazilië Kroatië - Australië                                  | Frankrijk - Zwitserland Zuid-Korea - Togo Frankrijk - Zuid-Korea Togo - Zwitserland Togo - Frankrijk Zwitserland - Zuid-Korea                                           | Spanje - Oekraïne Tunesië - Saoedi-Arabië Spanje - Tunesië Saoedi-Arabië - Oekraïne Saoedi-Arabië - Spanje Oekraïne - Tunesië |
| Achtste finales | | | |
| Duitsland - Zweden Argentinië - Mexico                                                                                           | Italië - Australië Zwitserland - Oekraïne | Engeland - Ecuador Portugal - Nederland | Brazilië - Ghana Spanje - Frankrijk                                                                                           |
| Kwartfinales | | | |
| Duitsland - Argentinië | Italië - Oekraïne | Engeland - Portugal | Brazilië - Frankrijk |
| Halve finales | | | |
| Duitsland - Italië | Duitsland - Italië | Portugal - Frankrijk | Portugal - Frankrijk |
| Troostfinale | | | |
| Duitsland - Portugal | | | |
| Finale | | | |
| Italië - Frankrijk | | | |